# Georg Stumme
Georg Stumme (Halberstadt, 29 de Julho de 1886 - El Alamein, 24 de Outubro de 1942) foi um general alemão durante a Segunda Guerra Mundial, tendo participado da Segunda Batalha de El Alamein.
Era um oficial cadete em 1906 e atingiu a patente de Leutnant no ano seguinte. Continuou a sua carreira militar após o término da Primeira Guerra Mundial, obtendo a patente de Oberst em 1 de Agosto de 1933, Generalmajor em 1 de Agosto de 1936 e Generalleutnant em 1 de Abril de 1938.

## Segunda Guerra Mundial
Stumme tinha a patente de Generalleutnant quando ouve o início da Segunda Guerra Mundial, tendo comandado a 2ª Divisão Leve durante a Invasão da Polônia em 1939, que mais tarde foi transformada na 7ª Divisão Panzer, sendo o seu posto logo após ocupado por Erwin Rommel em 1940, sendo mais tarde, promovido para General der Kavallerie em 1 de Junho de 1940.
Stumme foi apontado como comandante do XXXX Corpo de Exército, com o qual lutou na Bulgária em fevereiro de 1941, sob comando do General Siegmund List, comandante do 12º Exército, tendo participado após dos combates durante a Invasão da Iugoslávia e Grécia.
Durante a Operação Barbarossa, Stumme serviu sob comando do Generalfeldmarschall Fedor von Bock, comandante do Heeresgruppe Mitte. Stumme e seus soldados conseguiram capturar com sucesso a cidade de Mozhaisk no dia 18 de Outubro de 1941, tendo após partido para a ofensiva contra Stalingrado.
No dia 19 de Junho de 1942, os Soviéticos capturaram os planos das operações alemãs na Frente Oriental, sendo a responsabilidade assumida por Stumme sendo ordenado a corte marcial por Adolf Hitler. Foi considerado culpado e condenado a cinco anos de prisão, tendo Fedor von Bock conseguido a sua libertação.
Stumme foi enviado para o Norte da África para entrar na Afrika Korpspara combater os britânicos em El Alamein. Durante uma saída temporária de Erwin Rommel, ele se tornou o comandante do Exército Panzer Afrika (composto de forças alemãs e italianas). Stumme faleceu aos 56 anos de idade de um ataque cardíaco durante um bombardeio no dia 24 de Outubro de 1942 próximo de El Alamein.
Foi substituído pelo General der Panzertruppe Wilhelm Ritter von Thoma.

## Condecorações
Foi condecorado com a Cruz de Cavaleiro da Cruz de Ferro no dia 19 de julho de 1940.
- Cruz de Ferro 2. e 1. Classe
- Cruz de Cavaleiro da Cruz de Ferro (19 Jul 1940)